# Hildebrandtia
Hildebrandtia é um género de anfíbio anuro pertencente família Ranidae.

## Espécies
- Hildebrandtia macrotympanum (Boulenger, 1912).
- Hildebrandtia ornata (Peters, 1878).
- Hildebrandtia ornatissima (Bocage, 1879).